# Milan Uhde
Milan Uhde (* 28. července 1936 Brno) je český spisovatel, dramatik, scenárista a politik.
Během komunistického režimu byl významným představitelem disentu a po sametové revoluci v letech 1990–1992 působil jako ministr kultury české vlády a od vzniku samostatné republiky v roce 1993 byl 1. předsedou Poslanecké sněmovny České republiky, od ledna až do února roku 1993 na základě čl. 66 Ústavy také vykonával vymezené funkce prezidenta republiky. Z titulu své funkce kontrasignoval Ústavu České republiky. Od srpna 2011 do března 2014 zastával funkci předsedy Rady České televize.

## Život

### Spisovatel a disident
Narodil se ve smíšené právnické rodině, jeho matka byla židovka. Za druhé světové války se snažila s tichým souhlasem svých rodičů získat dokumenty o nežidovském původu, přesto ale byla vystavena rasovému pronásledování. Milan Uhde ve svých pamětech popisuje jako jeden ze silných zážitků svého dětství, jak je vyháněn s matkou z obchodu, protože židé směli nakupovat jen v určené hodiny.
Vzdělání získal v Brně. Chodil zde do obecné školy, roku 1953 maturoval na gymnáziu na Slovanském náměstí a v roce 1958 absolvoval Filosofickou fakultu Masarykovy univerzity, obor čeština a ruština. V 50. letech 20. století byl členem Československého svazu mládeže a vnitřně souhlasil s komunistickým režimem. Za zlom považuje rok 1956, kdy v důsledku událostí v Maďarsku ztratil komunistické přesvědčení a nebyl mu pak ani nabídnut vstup do KSČ. Pracoval jako redaktor významného brněnského měsíčníku pro literaturu, umění a kritiku Host do domu (vycházel 1954–1970) a zároveň působil jako externí učitel na Janáčkově akademii múzických umění (1967–1971). V roce 1971 dosáhl titulu doktora filosofie. 
Po zákazu časopisu se stal spisovatelem z povolání, ale roku 1972 se po zveřejnění článku v Rudém právu dostal na seznam zakázaných spisovatelů a jeho tvorba se nesměla publikovat až do sametové revoluce v roce 1989. Jeho knihy byly odstraněny z veřejných knihoven a bylo mu bráněno ve výkonu jakéhokoliv výdělečného povolání. Psal pod jmény jiných divadelní hry (nejčastěji pro Divadlo na provázku), publikoval v samizdatu, spolupracoval se zahraničními divadly a rozhlasovými a televizními stanicemi.
Podepsal Chartu 77, v roce 1988 se stal i signatářem Hnutí za občanskou svobodu. V roce 1989 založil spolu s jinými disidenty nakladatelství Atlantis a stal se jeho šéfredaktorem. Následující rok po něm tuto pozici převzala manželka Jitka Uhdeová, aby se mohl plně věnovat politické kariéře.

### Politické působení po roce 1989
V roce 1990 se stal po Milanovi Lukešovi druhým polistopadovým ministrem kultury. V roce 1992 se na JAMU habilitoval jako docent. Ve vládě působil původně za Občanské fórum (v roce 1990 zasedal v Kolegiu Občanského fóra), později přešel do ODS. V období od 6. června 1992 do 6. června 1996 byl za ODS nejprve poslancem České národní rady (volební obvod Jihomoravský kraj) a po jejím přejmenování v souvislosti s rozdělením státu 1. ledna 1993 poslancem Poslanecké sněmovny. Ve stejném období byl od 29. června 1992 zvolen předsedou České národní rady a od 1. ledna 1993 se stal předsedou Poslanecké sněmovny. V první den České republiky 1. ledna 1993 přednesl známý projev končící slovy „…Česká republiko, dobrý den!“.
Od roku 1996 se dostával mezi skupinu politiků ODS kritickou vůči některým názorům a postojům předsedy strany Václava Klause. Na kongresu ODS v prosinci 1996 přednesl polemický projev, v němž konstatoval, že ODS se zpronevěřuje svému programu a že opustila slušného občana. Zároveň označil volební slogan z voleb roku 1996 Dokázali jsme, že to dokážeme za nabubřelý a odpudivý. Zároveň ale zpětně (v rozhovoru z roku 2008) konstatoval, že Václav Klaus byl otevřený kritice a nebyl mstivý a že část vnitrostranické opozice se tehdy rozhodla pro „cestu kabinetního pokusu o odstranění Václava Klause z politiky“.
Ve volebním období, od 1. června 1996 do 19. června 1998, byl rovněž zvolen do Poslanecké sněmovny, od 16. července 1996 do 9. června 1997 předsedal poslaneckému klubu ODS. Po pádu koaliční vlády ODS se díky svému kritickému postoji ocitl mezi těmi, kteří byli vyzváni k odchodu ze strany, přestoupil tedy do poslaneckého klubu Unie svobody, jehož členem byl od 20. ledna 1998 do konce zkráceného volebního období. Byl iniciátorem několika poslaneckých návrhů zákonů, z nichž byl schválen pouze jeho Návrh novely zákona o mimosoudních rehabilitacích (78/1998 Sb.), který inicioval spolu s Jiřím Karasem. Zákon se snažil zrovnoprávnit nucené práce příslušníků vojenských báňských oddílů s nucenými pracemi příslušníků PTP.
Svůj přestup do Unie svobody hodnotil zpětně jako chybu („Ocitl jsem se ve straně, kde mě nechtěli. Kdyby byli přede mnou odhalili, že jejich hlavním cílem je poslat Klause do politického důchodu, byl bych řval jako tygr.“). Již na jaře jaře 1998 napsal analýzu Jednadvacet záznamů o pravicové havárii, v níž se kriticky vyjadřuje o nově vzniklé Unii svobody. V roce 1998 opustil aktivní politiku a stal se opět spisovatelem z povolání. Vydává pro nakladatelství Atlantis ve sbornících své dřívější práce, ale neváhá ani zahajovat nové projekty.
S postupem času se zdálo, že se jeho názory opět sbližovaly s názory ODS. Litoval, že problémy ODS otevřeně nekritizoval už dřív, ale ozval se až v době, kdy se neřešeny rozrostly do takové šíře, že se jejich kritika stala nástrojem jiných snah než jen snahy o nápravu věcí (viz dopis Václavu Klausovi k 60. narozeninám). V názoru na krizi v České televizi v roce 2000 se postavil na stranu ODS proti vzbouřencům. V roce 2002 byl za ODS navržen místopředsedou Rady Českého rozhlasu a byl jím zvolen. Funkci vykonával do roku 2006.
V roce 2011 byl zvolen 12 hlasy z 15 do čela Rady České televize (dvouleté volební období). V roce 2013 byl členy Rady jako předseda zvolen znovu. Mandát mu vypršel v březnu 2014.

### Osobní život
Milan Uhde žije v Brně. Od roku 1963 do roku 2009 byl manželem přírodovědkyně Jitky Uhdeové (*13. únor 1942), v současné době jednatelky a ředitelky nakladatelství Atlantis. Jejich děti jsou Michal (podnikatel) a Jana (pracuje v nakladatelství Atlantis). Druhá manželka Zuzana Uhdeová je překladatelka.

## Dílo

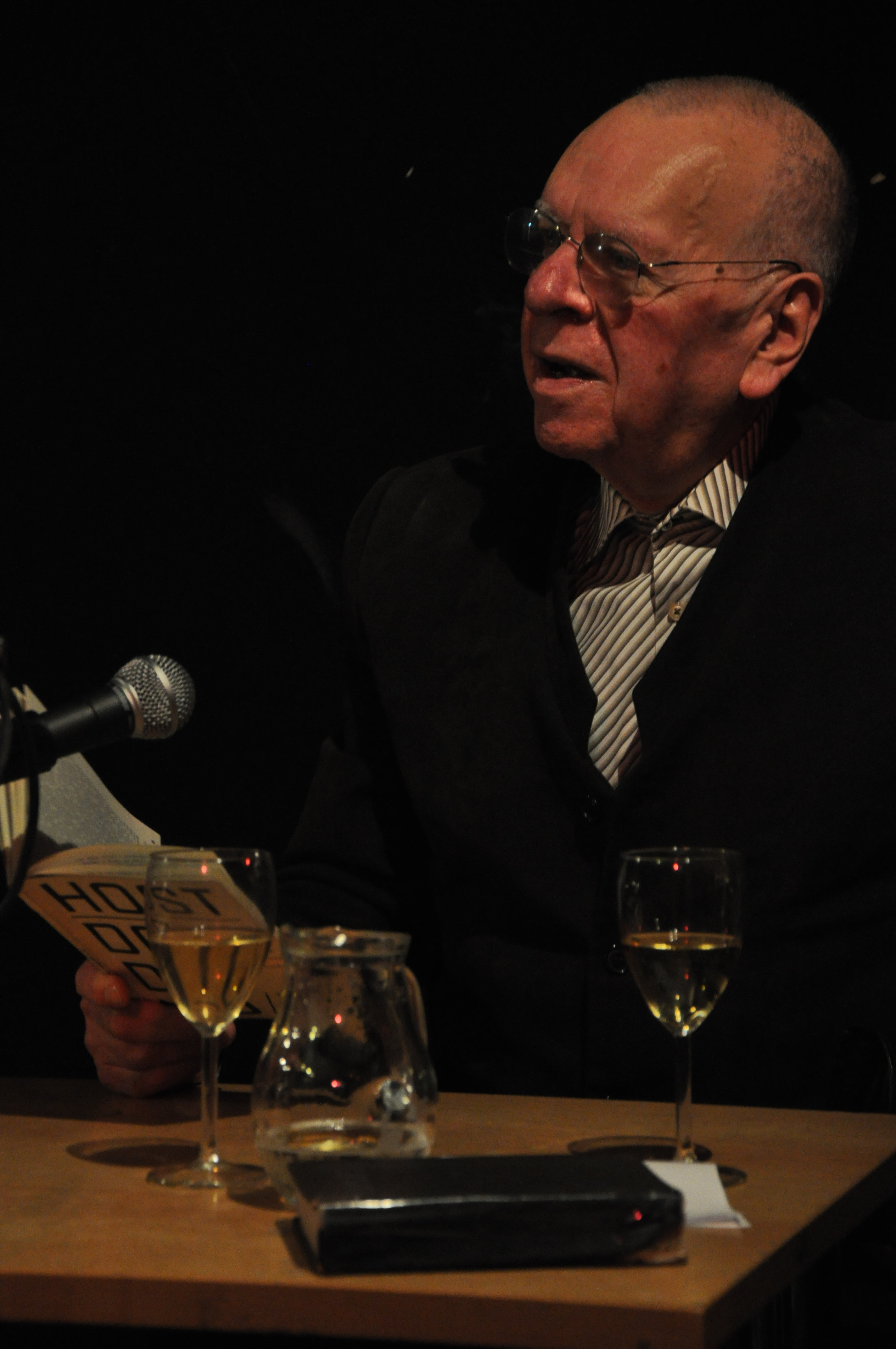
Milan Uhde předčítá z časopisu Host do domu v brněnském klubu Desert 13. prosince 2009.

Jde o autora povídek, divadelních a rozhlasových her, scénářů a sbírek poezie.

### Přehled děl
- Do bitev půjde před řadami – báseň oslavující Klementa Gottwalda (1953)
- Lidé z přízemí (1962)
- Komedie s Lotem (1963) – rozhlasová hra
- Hrách na stěnu (1964) – krátké povídky z každodenního života
- Král-Vávra (premiéra 1964 v divadle Večerní Brno) – satirická divadelní politická hra, variace na téma Borovského Krále Lávry ukazuje strojový svět odcizený lidem, kde trio vládců řídí zemskou poloosu. Hra je tvořena 10 obrazy, obsahuje 9 písní, balad, blues romancí a jednu mezihru
- Svědkové (1965) – původní absurdní rozhlasová hra, ukazuje bezmocnost lidí proti zlovůli policie.
- Souhvězdí Panny (1965) – filmový scénář podle své povídky Ošetřovna, příběh o lásce a kamarádství z prostředí vojenského letiště. Film byl natočen téhož roku
- Výběrčí (1966) – absurdní rozhlasové drama, dočkalo se i divadelního zpracování
- Děvka z města Théby (1967 otištěna v květnovém čísle Divadla 18, téhož roku uvedena v Národním divadle) – původní divadelní hra, satirická variace na antické téma Antigony. Kritika hru strhala
- Obloha samej cvok (1967) – sbírka textů písní pro brněnské Divadlo X
- Záhadná věž v B. (1967) – sbírka historických mystifikací
- Ten, který přichází (1968) – rozhlasová hra
- Parta (1969) – rozhlasová hra
- Šach-mat, Vaše Výsosti (1969)
- Vraždění ve Veracruz (1970)
- Hra na holuba (1974) – původní divadelní hra, vyšla v samizdatu
- Balada pro banditu (1975) – muzikálová adaptace Olbrachtovy prózy Nikola Šuhaj loupežník, kterou napsal pod jménem Zdeňka Pospíšila pro Divadlo na provázku. Podle této hry vznikl v roce 1978 i stejnojmenný film režiséra Vladimíra Síse
- Profesionální žena (1975) – dramatizace románu Vladimíra Párala, kterou napsal pod jménem Zdeňka Pospíšila
- Zubařovo pokušení (1976) – rozhlasová hra, vyšla v samizdatu
- Pohádka máje (1976) – muzikálová adaptace Mrštíkova románu, napsal ji pod jménem Zdeňka Pospíšila, ten však v roce 1980 emigroval a spolupráci s Uhdem prozradil
- Hodina obrany (1977) – televizní hra
- Pán plamínků (1977) – původní televizní hra, vyšla v samizdatu. Motivem byly skutečné osudy některých disidentů, na kterých byla zločinně zneužita psychiatrie
- Jitřenka naší slávy (1977) – rozhlasová hra o životě Boženě Němcové
- Modrý anděl (1979) – původní rozhlasová hra, která byla zpracována i pro divadlo: monolog udavačky, která, zahrávaje si s životy druhých, srovnává svou situaci s údělem anděla spravedlnosti, zatíženého odpovědností za osud lidstva
- Velice tiché Ave (1981) – autobiografická retrospektivní rozhlasová hra. Vyšla v samizdatu, později se dočkala i divadelního zpracování
- Zvěstování aneb Bedřichu, jsi anděl (1986, uvedena 1990) – divadelní hra, vyšla v samizdatu: životopisná parodie o Karlu Marxovi, vedoucí k divákově deziluzi
- O divadle (vycházel 1986–9) – sborník, vycházel v samizdatu. Uhde zde byl spoluautorem spolu s Josefem Topolem a Václavem Havlem
- Prodaný a prodaná (1987) – divadelní hra ztvárňuje osud Karla Sabiny, konflikt jednotlivce, politické moci a společnosti. Napsal pro Divadlo na provázku pod jmény Petr Oslzlý a Peter Scherhaufer
- Česká republiko, dobrý den (Atlantis 1995) – projevy z období své činnosti ve vyšší politice, vybraných 50 článků pro Denní Telegraf a rozhovory, které vyvolaly čtenářský ohlas
- Desítka her (Atlantis 1995) – sborník deseti nejdůležitějších divadelních, rozhlasových a televizních textů (Král-Vávra, Svědkové, Výběrčí, Parta, Zubařovo pokušení, Pán plamínků, Hodina obrany, Modrý anděl, Velice tiché Ave a Zvěstování aneb Bedřichu, jsi anděl)
- Balada pro banditu a jiné hry na zapřenou (Atlantis 2001) – sborník 10 titulů vydaných většinou pod cizími jmény (Balada pro Banditu, Profesionální žena, Pohádka máje, Prodaný a prodaná, Jitřenka naší slávy, Nos a Plášť – úprava Gogolova námětu, Krásná rána – úprava Puškinova námětu)
- Zázrak v černém domě (2004) – hra napsaná pro Divadlo na Vinohradech
- Na rozchodnou (2004) – televizní hra: odehrává se v roce 1945 v období odsunu Němců z Brna
- Nana (2005) – muzikál na téma Zolovy Nany je psán pro hudební scénu Městského divadla v Brně.
- Rozpomínky. Co na sebe vím (2013) – část vzpomínek byla zpracována v Českém rozhlasu v pořadu Takový scénář bych nevymyslel...[19]

Od roku 1952 přispíval rovněž do periodik: Rovnost, Host do domu, Literární noviny, Plamen, Kultura, Kulturní tvorba. Napsal řadu textů pro brněnské Divadlo X.

## Ocenění
- 1980 Cena Egona Hostovského
- 1987 Cena Toma Stopparda za hru Pán plamínků
- 2000 Medaile Za zásluhy I. stupeň
- 2007 Cena Sazky a Divadelních novin za hru Zázrak v černém domě
- 2007 Cena Alfréda Radoka za hru Zázrak v černém domě
- 2011 doctor honoris causa na Janáčkově akademii múzických umění
- 2023 Cena Thálie za Dramatickou činnost
- 2023 Řád Tomáše Garrigua Masaryka 1. třídy

## Citáty
- jeho krédo: Být sám sebou a odpovídat za to.
- Pavel Landovský: Milane, z tebe nikdy nebude úspěšný politik, protože ty před ty lidi předstupuješ jako provinilej!